# Finale FA Cup 2005
De finale van de FA Cup van het seizoen 2004/05 werd gehouden op 21 mei 2005. Manchester United nam het op tegen Arsenal. Het duel eindigde na verlengingen in een scoreloos gelijkspel. De Londenaars wonnen uiteindelijk na strafschoppen.
Bij Manchester United speelde Ruud van Nistelrooy de volledige wedstrijd mee. Hij zette de eerste strafschop van zijn team om in een doelpunt. Bij Arsenal stond Dennis Bergkamp in de basis. Hij werd na ruim een uur vervangen. Robin van Persie viel enkele minuten voor het begin van de verlenging in bij de Londense club. Hij benutte de derde strafschop van zijn elftal.

## Finale

### Wedstrijd
|                         |                                         |              |                                             |                                                                                        |
| 21 mei 2005 15:00 UTC+1 | Arsenal                                 | 0 – 0 (n.v.) | Manchester United                           | Millennium Stadium, Cardiff Toeschouwers: 71.876 Scheidsrechter: Rob Styles (Engeland) |
| 21 mei 2005 15:00 UTC+1 |                                         |              |                                             | Millennium Stadium, Cardiff Toeschouwers: 71.876 Scheidsrechter: Rob Styles (Engeland) |
| 21 mei 2005 15:00 UTC+1 | Strafschoppen                           |              |                                             | Millennium Stadium, Cardiff Toeschouwers: 71.876 Scheidsrechter: Rob Styles (Engeland) |
| 21 mei 2005 15:00 UTC+1 | Lauren Ljungberg Van Persie Cole Vieira | 5 – 4        | Van Nistelrooy Scholes Ronaldo Rooney Keane | Millennium Stadium, Cardiff Toeschouwers: 71.876 Scheidsrechter: Rob Styles (Engeland) |

| Arsenal | Manchester United |

| Arsenal:       |    |                    |          |
|                |    |                    |          |
| GK             | 1  | Jens Lehmann       |          |
| RB             | 12 | Lauren             | 59'      |
| CB             | 28 | Kolo Touré         |          |
| CB             | 20 | Philippe Senderos  |          |
| LB             | 3  | Ashley Cole        | 16'      |
| CM             | 15 | Cesc Fàbregas      | 86'      |
| CM             | 4  | Patrick Vieira     | 118'     |
| CM             | 19 | Gilberto Silva     |          |
| RW             | 7  | Robert Pirès       | 105'     |
| CF             | 10 | Dennis Bergkamp    | 65'      |
| LW             | 9  | José Antonio Reyes | 75' 120' |
| Wisselspelers: |    |                    |          |
| GK             | 24 | Manuel Almunia     |          |
| DF             | 23 | Sol Campbell       |          |
| MF             | 8  | Fredrik Ljungberg  | 65'      |
| MF             | 17 | Edu                | 105'     |
| FW             | 11 | Robin van Persie   | 86'      |
| Coach:         |    |                    |          |
| Arsène Wenger  |    |                    |          |

| Manchester United: |    |                     |      |
|                    |    |                     |      |
| GK                 | 13 | Roy Carroll         |      |
| RB                 | 22 | John O'Shea         | 77'  |
| CB                 | 5  | Rio Ferdinand       |      |
| CB                 | 6  | Wes Brown           |      |
| LB                 | 27 | Mikaël Silvestre    | 21'  |
| RM                 | 24 | Darren Fletcher     | 91'  |
| CM                 | 16 | Roy Keane           |      |
| CM                 | 18 | Paul Scholes        | 112' |
| LM                 | 7  | Cristiano Ronaldo   |      |
| AM                 | 8  | Wayne Rooney        |      |
| CF                 | 10 | Ruud van Nistelrooy |      |
| Wisselspelers:     |    |                     |      |
| GK                 | 1  | Tim Howard          |      |
| DF                 | 2  | Gary Neville        |      |
| DF                 | 25 | Quinton Fortune     | 77'  |
| MF                 | 11 | Ryan Giggs          | 91'  |
| FW                 | 14 | Alan Smith          |      |
| Coach:             |    |                     |      |
| Alex Ferguson      |    |                     |      |

1980 · 1981 · 1982 · 1983 · 1984 · 1985 · 1986 · 1987 · 1988 · 1989 · 1990 · 1991 · 1992 · 1993 · 1994 · 1995 · 1996 · 1997 · 1998 · 1999 · 2000 · 2001 · 2002 · 2003 · 2004 · 2005 · 2006 · 2007 · 2008 · 2009 · 2010 · 2011 · 2012 · 2013 · 2014 · 2015 · 2016 · 2017 · 2018 · 2019 · 2020 · 2021 · 2022 · 2023 · 2024